# Se o Rádio não Toca...
Se o Rádio não Toca... é um álbum ao vivo e póstumo do cantor e compositor brasileiro Raul Seixas, gravado em Brasília no ano de 1974, e lançado em LP e CD em 1994.

## Faixas
1. Al Capone / Rockixe / Prelúdio / Como Vovó já Dizia (Óculos Escuros)
2. Se o Rádio não Toca
3. Loteria da Babilonia
4. Água Viva
5. Lua Bonita
6. Monólogo
7. Sessão das 10
8. Gita
9. Como Vovó já Dizia (Óculos Escuros)
10. As Aventuras de Raul Seixas na Cidade de Thor
11. S.O.S.
12. Metamorfose Ambulante
13. Trem das Sete
14. Não Pare na Pista
15. Sociedade Alternativa
16. Rock Around the Clock faixa exclusiva da versão em CD